# كرايغ جيسوب
كرايغ جيسوب (بالإنجليزية: Craig Jessop)‏ هو موزع أمريكي، ولد في 1949.